# Tephrosia cordata
Tephrosia cordata là một loài thực vật có hoa trong họ Đậu. Loài này được Hutch. & Burtt Davy miêu tả khoa học đầu tiên.